# Straszny dom
Straszny dom (ang. Monster House, 2006) – amerykański film animowany nominowany do Oscara za najlepszy film animowany pełnometrażowy. Film wyprodukowali Robert Zemeckis i Steven Spielberg. Obraz zrealizowany w technologii 3D.

## Obsada
- Mitchel Musso – DJ
- Sam Lerner – Serdel
- Spencer Locke – Jenny
- Steve Buscemi – Nebbercracker
- Catherine O’Hara – Mama
- Maggie Gyllenhaal – Zee
- Kathleen Turner – Constance
- Jason Lee – Bones
- Fred Willard – Tata

i inni

## Wersja polska
Opracowanie wersji polskiej: Start International Polska

Reżyseria: Joanna Wizmur

Dialogi polskie: Katarzyna Wojsz

Dźwięk i montaż: Janusz Tokarzewski

Kierownik produkcji: Elżbieta Araszkiewicz

W wersji polskiej udział wzięli:
- Kajetan Lewandowski – DJ
- Franciszek Boberek – Serdel
- Joanna Jabłczyńska – Jenny
- Stefan Knothe – Nebbercracker
- Joanna Węgrzynowska – Zee
- Tomasz Steciuk – Suchy
- Jan Kulczycki – Landers
- Krzysztof Szczerbiński – Lister
- Cezary Kwieciński – Czacha
- Agata Kulesza – Mama
- Adam Bauman – Tata
- Anna Sroka – Konstancja

oraz
- Patrycja Ronkowska
- Mateusz Narloch
- Jan Boberek
- Artur Kaczmarek
- Anna i Antek Mańko

i inni

## Nagrody i wyróżnienia
- Oscary za rok 2006
  - Gil Kenan – pełnometrażowy film animowany (nominacja)